# Wisła (by)
 Floden Wisła
Wisła (udtale: [ˈviswa]  ( hør); tysk: Weichsel [ˈvaɪ̯ksl̩]  ( hør); tjekkisk: Visla)  er en by i den   sydlige  del af  voivodskabet Schlesien i  det sydlige Polen. Byen   har 10.887(2021) indbyggere og et areal på 	47,53  km², og er administrationsby i powiatet Cieszyn. Den ligger  i bjergkæden Schlesiske Beskider i den historiske region Cieszyn Schlesien og den etniske region i Schlesiske Goraler (Schlesiske højlændere). Wisła er det polske navn for  floden Wisła, som har sit udspring i bjergene nær byen.

## Historie
De første mennesker, der slog sig ned i Wisła i slutningen af det 16. eller begyndelsen af det 17. århundrede, kom fra to retninger: fra Ustroń op ad floden Wisła og Goraler på jagt efter nye græsgange i bjergene (se også: Valaker). Den blev første gang nævnt i 1615. Politisk tilhørte landsbyen dengang Hertugdømmet Teschen, et len af Kongeriget Bøhmen, som efter 1526 blev en del af Habsburg-monarkiet. Den blev først anerkendt som en udviklet landsby i Teschener Kammer, ved navn na Wisłach, i 1643.

## Galleri
- Panorama over Wisła i 1939
- Nowa Osada skianlæg
- Lutheransk kirke for  Apostlene Peter og Paulus
- Lutheransk præstegård
- Tidligere  Habsburgsk jagtslot
- Præsidentslot
- Gołębiewski Hotel
- Krystalbjerget Hotel